# James Glennon
James Michael Glennon (* 29. August 1942 in Los Angeles, Kalifornien; † 19. Oktober 2006, ebenda) war ein US-amerikanischer Kameramann.

## Leben
James Michael Glennon wurde als Sohn der Drehbuchberaterin Mary Coleman und des Kameramanns Bert Glennon in Los Angeles, Kalifornien geboren. Gegen den Willen seines Vaters studierte Glennon an der UCLA Filmwissenschaften. 1968 begann er seine Karriere im Postbereich von Warner Bros. Er brachte unter anderem dem Studiogründer Jack L. Warner persönlich seine Post und erhielt von ihm den Rat, sich eine Kamera zu kaufen, um diese später vermieten zu können. Dadurch kam er selbst mit dem Kamerawesen in Berührung und konnte bereits 1977 in der kanadischen Dokumentation Jaws of Death als Kameramann mitwirken, während er parallel dazu noch in weiteren Filmen anderen Kameramännern assistierte. Seitdem war er für Spielfilme wie Der Flug des Navigators, Election und About Schmidt als Kameramann verantwortlich.
Für sein Mitwirken an der Fernsehserie Deadwood wurde Glennon 2005 mit einem Emmy ausgezeichnet.
Glennon verstarb am 19. Oktober 2006 im Cedars-Sinai Medical Center an den Komplikationen seiner Prostatakrebs-Erkrankung. Bis zu seinem Tod war er mit Charmaine Witus verheiratet, die er 1977 ehelichte und mit der er vier gemeinsame Kinder hatte, darunter die Schauspielerin Meghan Glennon.

## Filmografie (Auswahl)
- 1977: Jaws of Death
- 1984: Das turbogeile Gummiboot (Up the Creek)
- 1984: Die zweiten Augen (Second Sight: A Love Story)
- 1984: Overnight Sensation (Kurzfilm)
- 1985: Bedrohliches Geflüster (Smooth Talk)
- 1985: Die Errol-Flynn-Legende (My Wicked, Wicked Ways: The Legend of Errol Flynn)
- 1986: Der Flug des Navigators (Flight of the Navigator)
- 1990: Die Stärke der Macht (A Show of Force)
- 1991: Mord in New Hampshire (Murder in New Hampshire: The Pamela Wojas Smart Story)
- 1992: Biancas Baby (Baby Snatcher)
- 1992: Schreie im Wald (In the Deep Woods)
- 1993: Bin ich eine Mörderin? (The Disappearance of Nora)
- 1994: Tödliche Recherche (The Corpse Had a Familiar Face)
- 1996: Baby Business (Citizen Ruth)
- 1996: Invader – Besuch aus dem All (Invader)
- 1996: Jakes Frauen (Jake’s Women)
- 1996: Nichts als Trouble mit den Frauen (Mojave Moon)
- 1997: Bloody Wedding – Die Braut muss warten (Best Men)
- 1997: Gefangene des Hasses (Convictions)
- 1999: Election
- 2002: About Schmidt
- 2003: Auf den Spuren von Batman (Return to the Batcave: The Misadventures of Adam and Burt)
- 2003: In tierischer Mission (Good Boy!)
- 2003: State of Mind (The United States of Leland)
- 2004–2006: Deadwood (Fernsehserie, 19 Folgen)
- 2005: The Big White – Immer Ärger mit Raymond (The Big White)